# Шелбі (Індіана)
Шелбі (англ. Shelby) — переписна місцевість (CDP) в США, в окрузі Лейк штату Індіана. Населення — 453 особи (2020).

## Географія
Шелбі розташоване за координатами 41°11′36″ пн. ш. 87°20′34″ зх. д. / 41.19333° пн. ш. 87.34278° зх. д. (41.193433, -87.342684).  За даними Бюро перепису населення США в 2010 році переписна місцевість мала площу 3,33 км², уся площа — суходіл.

## Демографія
Згідно з переписом 2010 року, у переписній місцевості мешкало 539 осіб у 220 домогосподарствах у складі 146 родин. Густота населення становила 162 особи/км².  Було 251 помешкання (75/км²).
Расовий склад населення:
| - 95,5 % — білих - 1,7 % — чорних або афроамериканців - 0,7 % — корінних американців - 0,2 % — азіатів |

До двох чи більше рас належало 1,1 %. Частка іспаномовних становила 0,9 % від усіх жителів.
За віковим діапазоном населення розподілялося таким чином: 21,2 % — особи молодші 18 років, 64,7 % — особи у віці 18—64 років, 14,1 % — особи у віці 65 років та старші. Медіана віку мешканця становила 42,6 року. На 100 осіб жіночої статі у переписній місцевості припадало 108,9 чоловіків;  на 100 жінок у віці від 18 років та старших — 112,5 чоловіків також старших 18 років.
За межею бідності перебувало 12,9 % осіб, у тому числі 19,1 % дітей у віці до 18 років та 0,0 % осіб у віці 65 років та старших.
Цивільне працевлаштоване населення становило 267 осіб. Основні галузі зайнятості: освіта, охорона здоров'я та соціальна допомога — 30,3 %, роздрібна торгівля — 27,0 %, транспорт — 19,5 %.